# Polizaharidă
Polizaharidele sunt hidrocarbonate compuse din mai multe molecule de monozaharide ca de exemplu glucoză, fructoză care sunt legate între ele în lanțuri cu lungimi diferite formând polizaridele ca glicogen, amidon, chitină și celuloză. 
Formula generală a unui polizaharid este:
-[Cx(H2O)y]n- unde x are frecvent valoarea 5 și 6 iar y valoarea x-1.
De grupa polizaharidelor aparțin și pectinele, produsele mucilaginoase din cereale formate din galactoză, gluten și manoză, amilopectina.